# Lesley Dunlop
Lesley Dunlop (Newcastle upon Tyne, 10 marzo 1956) è un'attrice britannica famosa per il ruolo di Anna Kirkwall in Where the Heart Is e per quello di Brenda Walker in Valle di luna.

## Biografia
Figlia dello sceneggiatore televisivo Pat Dunlop, Lesley iniziò la carriera di attrice da bambina nella miniserie della BBC A Little Princess.
Nel 1977 recitò accanto a Diana Rigg ed Elizabeth Taylor nel film Gigi e nel 1979 recitò nel film di Roman Polański Tess. Nel 1980 interpreta l'infermiera Nora in The Elephant Mandi David Lynch e nel 1981 è nel cast del film Il club dei mostri.
Nel corso della sua carriera cinematografica ha recitato accanto a Oliver Tobias in Smuggler (1981) e a Peter Ustinov in Agatha Christie: 13 a tavola (1985).
Negli anni '90 ha recitato nella sitcom May to December nel ruolo di Zoe Callender accanto ad Anton Rodgers.
Nel 2000 Lesley è entrata a far parte del cast della serie Where the Heart Is nel ruolo di Anna Kirkwall.
Nel 2008 è entrata nel cast della soap opera Valle di luna nel ruolo di Brenda Walker. Nel 2013 dopo che al suo personaggio è stato diagnosticato un tumore al cervello, la Dunlop si è rasata la testa per la parte.

## Vita privata
Lesley Dunlop ha avuto due figlie, Rosie e Daisy dall'attore Christopher Guard.

## Filmografia
- The Sea Children (1973) Mediometraggio
- A Little Princess (1973) Serie TV
- Crown Court, negli episodi "A Right to Life: Part 1" (1973), "A Right to Life: Part 2" (1973) e "A Right to Life: Part 3" (1973)
- ITV Saturday Night Theatre, negli episodi "The Rose Garden" (1972) e "It Only Hurts for a Minute" (1973)
- Oranges & Lemons, nell'episodio "The Trigger" (1973)
- Le avventure di Black Beauty (The Adventures of Black Beauty), nell'episodio "A Long Hard Run" (1974)
- Doppia sentenza (Softly Softly: Task Force), nell'episodio "Paperwork" (1974)
- The Gathering Storm (1974) Film TV
- South Riding, negli episodi "A Land of Hope and Glory" (1974), "A Time to Live and a Time to Die" (1974), "In Sickness and in Health" (1974), "Dreams and Destinations" (1974), "Beggars and Choosers" (1974), "The Lord Giveth and the Lord Taketh Away" (1974) e "Give Us This Day " (1974)
- The Ferryman (1974) Film TV
- My Brother's Keeper, negli episodi "The Play's the Thing" (1975) e "A Multitude of Sins" (1975)
- Shades of Greene, nell'episodio "A Drive in the Country" (1976)
- Our Mutual Friend (1976) Miniserie TV
- L'ispettore Regan (The Sweeney), nell'episodio "Taste of Fear" (1976)
- Heydays Hotel (1976) Film TV
- Jubilee, nell'episodio "The White Elephant" (1977)
- Murder Most English: A Flaxborough Chronicle, negli episodi "Coffin Scarcely Used: Part 1" (1977) e "Coffin Scarcely Used: Part 2" (1977)
- Capitan Onedin (The Onedin Line), nell'episodio "A Hard Life" (1977)
- Gigi (A Little Night Music) (1977)
- Play for Today, negli episodi "Rocky Marciano Is Dead" (1976) e "Red Shift" (1978)
- Dick Turpin (Dick Turpin), nell'episodio "The Capture" (1979)
- Tess (Tess) (1979)
- Penmarric (1979) Serie TV
- Leap in the Dark, nell'episodio "The Living Grave" (1980)
- The Elephant Man (The Elephant Man) (1980)
- Il club dei mostri (The Monster Club) (1981)
- Smuggler (1981) Serie TV
- Deadly Game (1982) Film TV
- Something in Disguise, negli episodi "First Sight" (1982) e Jamaica"" (1982)
- Angels, negli episodi "Initiation" (1975), "Appraisal" (1975), "Case History" (1975), "Nights" (1975), "On the Mat" (1975), "Model Patient" (1975), "Saturday Night" (1975), "Interim" (1975), "Confrontation" (1975), "Commitment" (1975), episodio 8x29 (1982) ed episodio 8x31 (1982)
- Il perduto amore (In Loving Memory), nell'episodio "God Rest Ye Merry Gentlemen" (1982)
- Waters of the Moon (1983) Film TV
- L'ora del mistero (Hammer House of Mystery and Suspense), nell'episodio "Un grido lontano" (1984)
- Florence Nightingale - film TV (1985)
- Agatha Christie: 13 a tavola (Thirteen at Dinner) (1985) Film TV
- Season's Greetings (1986) Film TV
- Screen Two, nell'episodio "Stanley Spencer" (1988)
- Doctor Who (Doctor Who), negli episodi "Frontios: Part One" (1984), "Frontios: Part Two" (1984), "Frontios: Part Three" (1984), "Frontios: Part Four" (1984), "The Happiness Patrol: Part One" (1988), "The Happiness Patrol: Part Two" (1988) e "The Happiness Patrol: Part Three" (1988)
- Capstick's Law (1989) Serie TV
- Boon, nell'episodio "Bully Boys" (1990)
- May to December (1990-1994) Serie TV
- Testimoni silenziosi (Silent Witness), negli episodi "Buried Lies: Part 1" (1996) e "Buried Lies: Part 2" (1996)
- Wokenwell (1997) Serie TV
- Il tappeto volante e l'araba fenice (The Phoenix and the Carpet) (1997) Miniserie TV
- Rich Deceiver (1997) Film TV
- Tess of the D'Urbervilles (1998) Film TV
- Hetty Wainthropp Investigates, nell'episodio "Something to Treasure" (1998)
- Metropolitan Police (The Bill), nell'episodio "The Rate for the Job" (1998)
- Pure Wickedness (1999) Serie TV
- Peak Practice, nell'episodio "Change of Life" (1999)
- Aka Albert Walker (2002) Film TV
- My Uncle Silas, nell'episodio "Finger Wet, Finger Dry" (2003)
- Where the Heart Is (2000-2006) Serie TV
- Casualty, nell'episodio "Finding the Words" (2007)
- Text Santa 2014 (2014) Film TV
- Valle di luna (Emmerdale Farm) (2008-2015) Serie TV